# Bradystichus crispatus
Bradystichus crispatus är en spindelart som beskrevs av Simon 1884. Bradystichus crispatus ingår i släktet Bradystichus och familjen vårdnätsspindlar.
Artens utbredningsområde är Nya Kaledonien. Inga underarter finns listade.